# Tercera División de España 1951-52
La temporada 1951–52 de la Tercera División de España de fútbol corresponde a la 15.ª edición del campeonato y se disputó entre el 9 de septiembre de 1951 y el 13 de abril de 1952.

## Sistema de competición
La Tercera División de España 1951-52 fue organizada por la Federación Española de Fútbol (RFEF).
El campeonato contó con la participación de 96 clubes divididos en seis grupos. La competición siguió un sistema de liga, de modo que los equipos de cada grupo se enfrentaron entre sí, todos contra todos en dos ocasiones -una en campo propio y otra en campo contrario- sumando un total de 30 jornadas. El orden de los encuentros se decidió por sorteo antes de empezar la competición.
Se estableció una clasificación con arreglo a los puntos obtenidos en cada enfrentamiento, a razón de dos por partido ganado, uno por empatado y ninguno en caso de derrota. En caso de empate a puntos entre dos o más clubes en la clasificación, se tuvo en cuenta el mayor cociente de goles. 
Los primeros clasificados de cada grupo ascendieron directamente a Segunda División.
En esta temporada no hubo descensos deportivos, pero diversos clubes recibieron descensos administrativos por razones varias.

## Clasificaciones

### Grupo I
| Pos. | Equipo                  | Pts. | PJ | G  | E | P  | GF | GC  | Dif. | Clasificación              |
| ---- | ----------------------- | ---- | -- | -- | - | -- | -- | --- | ---- | -------------------------- |
| 1    | Real Avilés C. F. (A)   | 42   | 30 | 17 | 8 | 5  | 67 | 24  | +43  | Ascenso a Segunda División |
| 2    | C. P. La Felguera       | 40   | 30 | 17 | 6 | 7  | 60 | 48  | +12  |                            |
| 3    | Cultural Leonesa        | 39   | 30 | 16 | 7 | 7  | 63 | 40  | +23  |                            |
| 4    | Arosa S. C.             | 37   | 30 | 18 | 1 | 11 | 71 | 50  | +21  |                            |
| 5    | Pontevedra C. F.        | 36   | 30 | 15 | 6 | 9  | 61 | 52  | +9   |                            |
| 6    | Atlético de Zamora      | 33   | 30 | 14 | 5 | 11 | 65 | 45  | +20  |                            |
| 7    | Club Lemos              | 33   | 30 | 15 | 3 | 12 | 43 | 58  | −15  |                            |
| 8    | Arsenal C. F. El Ferrol | 31   | 30 | 15 | 1 | 14 | 61 | 51  | +10  |                            |
| 9    | S. D. Vetusta           | 31   | 30 | 13 | 5 | 12 | 45 | 46  | −1   |                            |
| 10   | S. D. Ponferradina      | 29   | 30 | 13 | 3 | 14 | 64 | 60  | +4   |                            |
| 11   | Club Santiago           | 29   | 30 | 11 | 7 | 12 | 52 | 49  | +3   |                            |
| 12   | Club Langreano          | 28   | 30 | 10 | 8 | 12 | 61 | 64  | −3   |                            |
| 13   | Real Juvencia (D)       | 22   | 30 | 8  | 6 | 16 | 53 | 97  | −44  | Descenso a Regional        |
| 14   | Club Calzada            | 20   | 30 | 9  | 2 | 19 | 50 | 68  | −18  |                            |
| 15   | C. D. Juvenil           | 18   | 30 | 7  | 4 | 19 | 50 | 68  | −18  |                            |
| 16   | C. D. Polvorín          | 12   | 30 | 4  | 4 | 22 | 42 | 104 | −62  |                            |

 Fuente: Fútbol Regional
Notas:
1. ↑  El Real Juvencia renunció a su plaza para la siguiente temporada.

### Grupo II
| Pos. | Equipo                      | Pts. | PJ | G  | E | P  | GF | GC | Dif. | Clasificación              |
| ---- | --------------------------- | ---- | -- | -- | - | -- | -- | -- | ---- | -------------------------- |
| 1    | Burgos C. F. (A)            | 40   | 30 | 16 | 8 | 6  | 75 | 42 | +33  | Ascenso a Segunda División |
| 2    | S. D. Eibar                 | 39   | 30 | 18 | 3 | 9  | 68 | 38 | +30  |                            |
| 3    | S. D. Rayo Cantabria        | 34   | 30 | 13 | 8 | 9  | 48 | 39 | +9   |                            |
| 4    | C. D. Recreación de Logroño | 34   | 30 | 16 | 2 | 12 | 59 | 57 | +2   |                            |
| 5    | Arenas S. D.                | 34   | 30 | 15 | 4 | 11 | 50 | 50 | 0    |                            |
| 6    | C. D. Guecho                | 33   | 30 | 13 | 7 | 10 | 52 | 37 | +15  |                            |
| 7    | C. D. Mirandés              | 32   | 30 | 14 | 4 | 12 | 57 | 48 | +9   |                            |
| 8    | Club Portugalete            | 30   | 30 | 12 | 6 | 12 | 54 | 55 | −1   |                            |
| 9    | C. D. Basconia              | 29   | 30 | 11 | 7 | 12 | 43 | 49 | −6   |                            |
| 10   | Club Sestao                 | 29   | 30 | 12 | 5 | 13 | 54 | 55 | −1   |                            |
| 11   | C. D. Izarra                | 28   | 30 | 12 | 4 | 14 | 51 | 70 | −19  |                            |
| 12   | S. D. Erandio               | 26   | 30 | 9  | 8 | 13 | 29 | 53 | −24  |                            |
| 13   | C. D. Numancia              | 26   | 30 | 10 | 6 | 14 | 54 | 55 | −1   |                            |
| 14   | C. D. Calahorra             | 24   | 30 | 10 | 4 | 16 | 42 | 67 | −25  |                            |
| 15   | S. D. Indauchu              | 22   | 30 | 8  | 6 | 16 | 50 | 59 | −9   |                            |
| 16   | Arenas Club                 | 20   | 30 | 8  | 4 | 18 | 42 | 64 | −22  |                            |

 Fuente: Fútbol Regional

### Grupo III
| Pos. | Equipo                      | Pts. | PJ | G  | E | P  | GF | GC | Dif. | Clasificación              |
| ---- | --------------------------- | ---- | -- | -- | - | -- | -- | -- | ---- | -------------------------- |
| 1    | S. D. España Industrial (A) | 46   | 30 | 21 | 4 | 5  | 71 | 33 | +38  | Ascenso a Segunda División |
| 2    | C. D. Tortosa               | 40   | 30 | 19 | 2 | 9  | 72 | 44 | +28  |                            |
| 3    | C. D. Tarrasa               | 38   | 30 | 17 | 4 | 9  | 60 | 51 | +9   |                            |
| 4    | S. D. Escoriaza             | 38   | 30 | 18 | 2 | 10 | 90 | 43 | +47  |                            |
| 5    | C. D. Manresa               | 38   | 30 | 17 | 4 | 9  | 68 | 35 | +33  |                            |
| 6    | Gerona C. F.                | 36   | 30 | 17 | 2 | 11 | 72 | 44 | +28  |                            |
| 7    | C. D. Granollers            | 34   | 30 | 15 | 4 | 11 | 85 | 57 | +28  |                            |
| 8    | U. D. Sans                  | 32   | 30 | 14 | 4 | 12 | 60 | 54 | +6   |                            |
| 9    | C. D. Europa                | 30   | 30 | 13 | 4 | 13 | 62 | 54 | +8   |                            |
| 10   | C. D. Manacor               | 25   | 30 | 11 | 3 | 16 | 50 | 72 | −22  |                            |
| 11   | U. D. Mahón                 | 24   | 30 | 10 | 4 | 16 | 53 | 86 | −33  |                            |
| 12   | U. D. San Martín            | 23   | 30 | 7  | 9 | 14 | 35 | 50 | −15  |                            |
| 13   | C. D. Binéfar               | 22   | 30 | 8  | 6 | 16 | 47 | 78 | −31  |                            |
| 14   | C. F. Tárrega               | 21   | 30 | 9  | 3 | 18 | 48 | 86 | −38  |                            |
| 15   | C. D. Mataró                | 21   | 30 | 7  | 7 | 16 | 54 | 76 | −22  |                            |
| 16   | C. F. Igualada              | 12   | 30 | 4  | 4 | 22 | 33 | 97 | −64  |                            |

 Fuente: Fútbol Regional

### Grupo IV
| Pos. | Equipo                         | Pts. | PJ | G  | E  | P  | GF | GC | Dif. | Clasificación              |
| ---- | ------------------------------ | ---- | -- | -- | -- | -- | -- | -- | ---- | -------------------------- |
| 1    | C. D. Cacereño (A)             | 45   | 30 | 19 | 7  | 4  | 74 | 31 | +43  | Ascenso a Segunda División |
| 2    | C. D. Iliturgi                 | 41   | 30 | 19 | 3  | 8  | 76 | 41 | +35  |                            |
| 3    | C. D. Manchego                 | 38   | 30 | 16 | 6  | 8  | 60 | 34 | +26  |                            |
| 4    | S. D. Emeritense               | 35   | 30 | 15 | 5  | 10 | 70 | 44 | +26  |                            |
| 5    | C. D. Calvo Sotelo             | 35   | 30 | 15 | 5  | 10 | 60 | 42 | +18  |                            |
| 6    | Tomelloso C. F.                | 34   | 30 | 12 | 10 | 8  | 63 | 45 | +18  |                            |
| 7    | C. D. Badajoz                  | 33   | 30 | 15 | 3  | 12 | 61 | 50 | +11  |                            |
| 8    | C. D. Valdepeñas               | 32   | 30 | 13 | 6  | 11 | 50 | 48 | +2   |                            |
| 9    | A. D. Rayo Vallecano           | 31   | 30 | 13 | 5  | 12 | 52 | 46 | +6   |                            |
| 10   | C. D. Toledo                   | 29   | 30 | 14 | 1  | 15 | 77 | 76 | +1   |                            |
| 11   | C. D. Cuatro Caminos           | 28   | 30 | 11 | 6  | 13 | 45 | 56 | −11  |                            |
| 12   | Guadalajara C. F.              | 27   | 30 | 12 | 3  | 15 | 64 | 87 | −23  |                            |
| 13   | C. D. Miguel del Prado (D)     | 22   | 30 | 10 | 2  | 18 | 50 | 77 | −27  | Descenso a Regional        |
| 14   | U. D. San Lorenzo              | 18   | 30 | 7  | 4  | 19 | 57 | 96 | −39  |                            |
| 15   | S. D. Gimnástica Segoviana (D) | 16   | 30 | 8  | 2  | 20 | 48 | 81 | −33  | Descenso a Regional        |
| 16   | Real Ávila C. F. (D)           | 14   | 30 | 6  | 2  | 22 | 33 | 86 | −53  | Descenso a Regional        |

 Fuente: Fútbol Regional
Notas:
1. ↑  El club renunció a su plaza para la siguiente temporada
2. 1 2  El club descendió a Regional por motivos financieros

### Grupo V
| Pos. | Equipo                       | Pts. | PJ | G  | E | P  | GF | GC | Dif. | Clasificación              |
| ---- | ---------------------------- | ---- | -- | -- | - | -- | -- | -- | ---- | -------------------------- |
| 1    | Orihuela Deportiva C. F. (A) | 37   | 28 | 16 | 5 | 7  | 66 | 51 | +15  | Ascenso a Segunda División |
| 2    | Villena C. F.                | 33   | 28 | 15 | 3 | 10 | 63 | 54 | +9   |                            |
| 3    | Atlético Universitario       | 32   | 28 | 13 | 6 | 9  | 62 | 55 | +7   |                            |
| 4    | Novelda C. F.                | 31   | 28 | 13 | 5 | 10 | 73 | 56 | +17  |                            |
| 5    | Catarroja C. F.              | 30   | 28 | 12 | 6 | 10 | 50 | 53 | −3   |                            |
| 6    | C. D. Castellón              | 29   | 28 | 13 | 3 | 12 | 52 | 38 | +14  |                            |
| 7    | Imperial C. F. (D)           | 29   | 28 | 12 | 5 | 11 | 69 | 65 | +4   | Descenso a Regional        |
| 8    | Hellín Deportivo             | 28   | 28 | 12 | 4 | 12 | 69 | 51 | +18  |                            |
| 9    | C. D. Calatayud              | 28   | 28 | 12 | 4 | 12 | 59 | 64 | −5   |                            |
| 10   | Peña Deportiva Soriano       | 27   | 28 | 12 | 3 | 13 | 78 | 67 | +11  |                            |
| 11   | San Javier C. F. (D)         | 26   | 28 | 12 | 2 | 14 | 57 | 52 | +5   | Descenso a Regional        |
| 12   | U. B. Conquense              | 26   | 28 | 11 | 4 | 13 | 48 | 63 | −15  |                            |
| 13   | Elche C. F.                  | 24   | 28 | 11 | 2 | 15 | 47 | 67 | −20  |                            |
| 14   | C. D. Aspense                | 24   | 28 | 10 | 4 | 14 | 48 | 70 | −22  |                            |
| 15   | C. D. Naval                  | 16   | 28 | 6  | 4 | 18 | 39 | 74 | −35  |                            |
| 16   | C. F. Hernán Cortes (D)      | 0    | 0  | 0  | 0 | 0  | 0  | 0  | 0    | Descenso a Regional        |

 Fuente: Fútbol Regional
Notas:
1. ↑  El club descendió a Regional por motivos financieros
2. ↑  El club renunció a su plaza y descendió de categoría.
3. ↑  El club se retiró de la competición, sus resultados fueron anulados y fue  descendido a Regional

### Grupo VI
| Pos. | Equipo                     | Pts. | PJ | G  | E | P  | GF | GC | Dif. | Clasificación              |
| ---- | -------------------------- | ---- | -- | -- | - | -- | -- | -- | ---- | -------------------------- |
| 1    | Real Jaén C. F. (A)        | 37   | 26 | 17 | 3 | 6  | 84 | 40 | +44  | Ascenso a Segunda División |
| 2    | U. D. Almería              | 35   | 26 | 16 | 3 | 7  | 70 | 37 | +33  |                            |
| 3    | Real Betis                 | 32   | 26 | 14 | 4 | 8  | 63 | 47 | +16  |                            |
| 4    | Cádiz C. F.                | 31   | 26 | 15 | 1 | 10 | 66 | 39 | +27  |                            |
| 5    | S. D. Ceuta                | 31   | 26 | 15 | 1 | 10 | 59 | 44 | +15  |                            |
| 6    | R. C. Recreativo de Huelva | 31   | 26 | 13 | 5 | 8  | 54 | 45 | +9   |                            |
| 7    | U. D. España de Tánger     | 30   | 26 | 13 | 4 | 9  | 56 | 44 | +12  |                            |
| 8    | Algeciras C. F.            | 26   | 26 | 12 | 2 | 12 | 47 | 48 | −1   |                            |
| 9    | C. D. San Fernando         | 23   | 26 | 11 | 2 | 13 | 55 | 51 | +4   |                            |
| 10   | Jerez C. D.                | 23   | 26 | 8  | 7 | 11 | 52 | 71 | −19  |                            |
| 11   | Recreativo Granada         | 20   | 26 | 8  | 4 | 14 | 36 | 54 | −18  |                            |
| 12   | Español C. F. de Tetuán    | 17   | 26 | 7  | 3 | 16 | 41 | 71 | −30  |                            |
| 13   | C. D. Utrera               | 16   | 26 | 5  | 6 | 15 | 30 | 62 | −32  |                            |
| 14   | Atlético Malagueño         | 11   | 26 | 4  | 3 | 19 | 24 | 84 | −60  |                            |
| 15   | Larache C. F. (D)          | 0    | 0  | 0  | 0 | 0  | 0  | 0  | 0    | Descenso a Regional        |
| 16   | C. D. Moghreb Al-Aksa (D)  | 0    | 0  | 0  | 0 | 0  | 0  | 0  | 0    | Descenso a Regional        |

 Fuente: Fútbol Regional
Notas:
1. 1 2  El club se retiró de la competición